# Абдаллах аль-Кальбі
Абдаллах ібн Мухаммед аль-Кальбі (д/н–989) — 6-й емір Сицилійського емірату в 985—989 роках.

## Життєпис
Походив з династії Кальбітів. Син Мухаммеда ібн аль-Хасана і онук еміра Хасана. Наприкінці 985 року після смерті брата Джа'фара I успадкував трон. 986 році отримав підтвердження від Фатімідів.
У 986 році внаслідок повстання Зірідів в Іфрікії проти Фатімідського халіфату навіть номінально перестав підпорядковуватися останньому. Втім зберіг торгівельні стосунки як з Іфрікією, та й з Єгиптом. Продовжив відправляти загони для грабунку південної Італії. Помер 989 року. Йому спадкував син Юсуф.